# Miskolczy Lajos
Mezőtelegdi Miskolczy Lajos (Mezőtelegd, 1811. március 31. – Debrecen, 1891. december 30.) politikus, országgyűlési képviselő, Hajdú vármegye és Debrecen első főispánja.

## Élete
Miskolczy Lajos (1775–1846) főszolgabíró és Szodoray Eszter (?–1837) fia. Középiskoláit Nagyváradon, míg a jogot Debrecenben végezte. 1830-ban Beöthy Sándor ítélőmester mellé kerül, ahol királyi táblai esküdt volt. 1832-től Biharban kiadói hivatalt viselt, majd még abban az évben Beöthy Ödön írnokaként a pozsonyi országgyűlésre ment, ahol aztán 1833-ban végül ügyvédi vizsgát tett. 1834-ben Bihar vármegye tiszteletbeli aljegyzője, majd 1837-től első aljegyzője lett. Ezután gyorsan lépett előre a vármegyei hivatalokban. 1845-től főjegyző, 1848-tól főszolgabíró, majd 1849-ben alispán. A szabadságharc bukása után visszavonult birtokára, ott gazdálkodott, majd az ötvenes évek végén az érmelléki református egyházmegye segédgondokává választotta meg. 1861-ben és 1862–1872 között ismét alispán volt. 1865-ben tisztsége mellé országgyűlési mandátumot is szerzett, a székelyhídi kerületet képviselve. 1875-ben rövid ideig Közép-Szolnok és Kraszna vármegye, majd az 1876-ban létrehozott Hajdú vármegye és Debrecen város főispánja lett. Amikor álmosdi birtokaira nyugállományba vonult 1883-ban, Ferenc József a Szent István-rend kiskeresztjével tüntette ki.

## Családja
1834-ben feleségül vette kölcsei Kölcsey Klárát (1818–1898), akitől hat gyermeke született:
- Laura (1838–1909); férje: drapleszkai Horváth Antal
- Ottília (1842–1904); férje: csokalyi és érendrédi Fényes Móric (1835–1905)
- Jenő (1846–1919); felesége: kisterpesti Markovits Etelka (1850–1931)
- Imre (1853–1923); felesége: rádóczi Boda Jolán (1858–1919)
- Lilla; férje: Szuper Lajos
- Klára